# Gran Premio de Mónaco
El Gran Premio de Mónaco es una carrera de automovilismo válida para el Campeonato Mundial de Fórmula 1 que se disputa anualmente con monoplazas en el Circuito de Mónaco, ubicado entre los distritos de Montecarlo y La Condamine, dentro del Principado de Mónaco. Es uno de los grandes premios más antiguos y prestigiosos de la categoría. El fundador de este circuito fue Antony Noghès, y a pesar de que este se terminó de construir en el año 1920, no fue hasta 1929 que se corrió la primera carrera. La edición de 1933 fue el primer Gran Premio de la historia del automovilismo en que la parrilla de salida se determinó según los tiempos de vuelta marcados en las sesiones de entrenamientos, en vez de por sorteo.
El Gran Premio de Mónaco se disputaba tradicionalmente el Día de la Ascensión, que generalmente es en mayo. Sin embargo, desde 2001 el Gran Premio se celebra siempre el último domingo de mayo, por motivos publicitarios, comerciales y logísticos, sin importar el calendario de fiestas cristianas. El circuito de Mónaco tiene gran cantidad de subidas y bajadas, rectas cortas, curvas cerradas y estrechas vías, por lo que es un circuito muy agotador para pilotos y vehículos. También es de los más peligrosos entre los que actualmente se utilizan en la Fórmula 1. Por otra parte, es de los más seguidos por los espectadores en la televisión.
El Gran Premio de Mónaco forma parte del Campeonato Mundial de Fórmula 1 desde el 21 de mayo de 1950, año de creación de este premio automovilístico: La carrera inaugural fue ganada por Juan Manuel Fangio con un Alfa Romeo.Posteriormente hubo una edición en 1952 y es a partir de 1955 este Gran Premio se ha disputado todos los años hasta la actualidad. Junto a la fecha de Fórmula 1 se disputan carreras de exhibición, por ejemplo de automóviles históricos, y de campeonatos menores. La Fórmula Junior corrió en Mónaco en 1950 y desde 1959 hasta 1963. Entre 1964 y 1997 se celebró una carrera de Fórmula 3, que servía como punto de encuentro de los pilotos de los distintos campeonatos nacionales de Fórmula 3. La Fórmula 3000 Internacional tomó su lugar en 1998 y dio paso en 2005 a su sucesora, la Fórmula 2. La Fórmula 3 Euroseries corrió en Mónaco por única vez en 2005 y diferentes campeonatos de Fórmula Renault también han tenido carreras en esta pista. En ocasiones se disputa junto al GP de Mónaco, el GP Histórico de Mónaco, evento que cuenta con diferentes carreras con vehículos desde la pre-guerra hasta los años 80.
El Gran Premio de Mónaco es el único del calendario de Fórmula 1 que no supera los 305 km de distancia total del Gran Premio, debido a una cláusula especial que la FIA tiene aprobada para Mónaco, que fija la distancia en 260km. Es por ello que se disputan 78 vueltas (260km), ya que si se disputará con el mínimo de 305 km, se deberían completar un total de 92 vueltas. Adicionalmente existe otra cláusula que limita la duración de un GP a un máximo de 3 horas, por lo que una velocidad media de 155 km/h daría tiempo material muy alto de completarlas todas debido a la extrema lentitud del circuito.
Mónaco es uno de los circuitos más famosos y prestigiosos de Fórmula 1. Entre lo más famoso de este escenario se encuentra la curva Loews, que se encuentra frente al lujoso hotel Fairmont, la cual es la más lenta de todo el circuito, para más adelante llegar al túnel que pasa por debajo del hotel Loews.
El mayor triunfador en el Gran Premio de Mónaco fue Ayrton Senna, quien conquistó seis victorias, seguido de Graham Hill y Michael Schumacher con cinco y Alain Prost con cuatro. Por ejemplo el argentino Carlos Alberto Reutemann ganó el GP en 1980, el colombiano Juan Pablo Montoya obtuvo una victoria, mientras que los franceses Jean Pierre Beltoise y Olivier Panis, así como el italiano Jarno Trulli han conseguido su única victoria en Fórmula 1 en Mónaco.

## Historia

### Inicios
El Gran Premio de Mónaco nació casi por accidente. Fue una idea de Antony Noghès cuando, en octubre de 1925, los miembros de la Asociación Internacional de Automóviles Clubs Reconocidos, el órgano de gobierno de la Federación Internacional, manifestaron ciertas reticencias a la admisión como miembro de pleno derecho del Automobile Club de Monaco.
El primer Gran Premio del principado fue organizado en 1929 por Antony Noghès, bajo los auspicios del Príncipe Luis II, a través del Automobile Club de Monaco, del que era presidente. La ACM organizó el Rally de Montecarlo y, en 1928, solicitó a la Association Internationale des Automobiles Clubs Reconnus (AIACR), el organismo rector internacional del automovilismo, que pasara de ser un club francés regional a un estado nacional completo. Su solicitud fue rechazada debido a la falta de un gran evento de automovilismo celebrado en su totalidad dentro de los límites de Mónaco. El rally no se pudo considerar ya que utilizó principalmente las carreteras de otros países europeos.
Para alcanzar el pleno estatus nacional, Noghès propuso la creación de un Gran Premio de automóviles en las calles de Montecarlo. Obtuvo la aprobación oficial del príncipe Luis II y el apoyo del piloto Louis Chiron. Chiron pensó que la topografía de Mónaco se adaptaba bien a la creación de una pista de carreras.

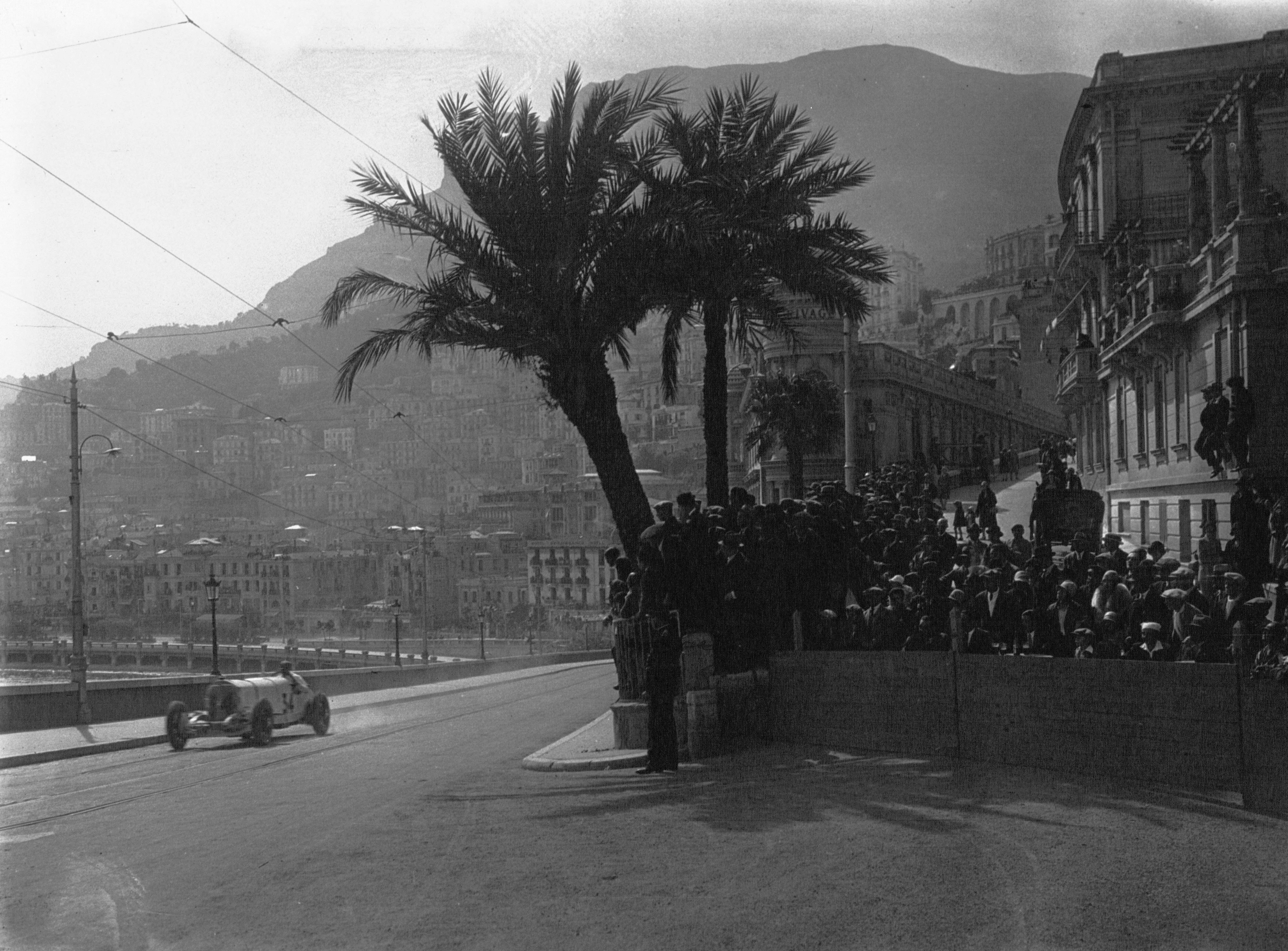
Rudolf Caracciola en el Gran Premio de 1929

La primera carrera, celebrada el 14 de abril de 1929, fue ganada por William Grover-Williams, conduciendo un Bugatti Type 35. Fue un evento donde solo había invitados, pero no todos los invitados decidieron asistir. Los principales pilotos de Maserati y Alfa Romeo decidieron no competir, pero Bugatti estuvo bien representado. Mercedes envió a su piloto alemán, Rudolf Caracciola. Partiendo desde el decimoquinto, Caracciola condujo una carrera de lucha, llevando su Mercedes-Benz SSK a la cabeza antes de perder 4+1⁄2 minutos por repostar combustible y cambiar neumáticos para terminar segundo. Otro piloto que compitió usando un seudónimo de "Georges Philippe", fue el barón Philippe de Rothschild. Chiron no pudo competir, ya que tenía un compromiso previo para competir en las 500 Millas de Indianápolis.
Al SSK de Caracciola se le negó el permiso para competir al año siguiente, pero Chiron sí compitió (en el Bugatti Type 35C de las obras), cuando fue derrotado por el piloto René Dreyfus y su Bugatti Type 35B, terminando segundo. Chirón se alzó con la victoria en la carrera de 1931 conduciendo un Bugatti.

### Antes de la Guerra

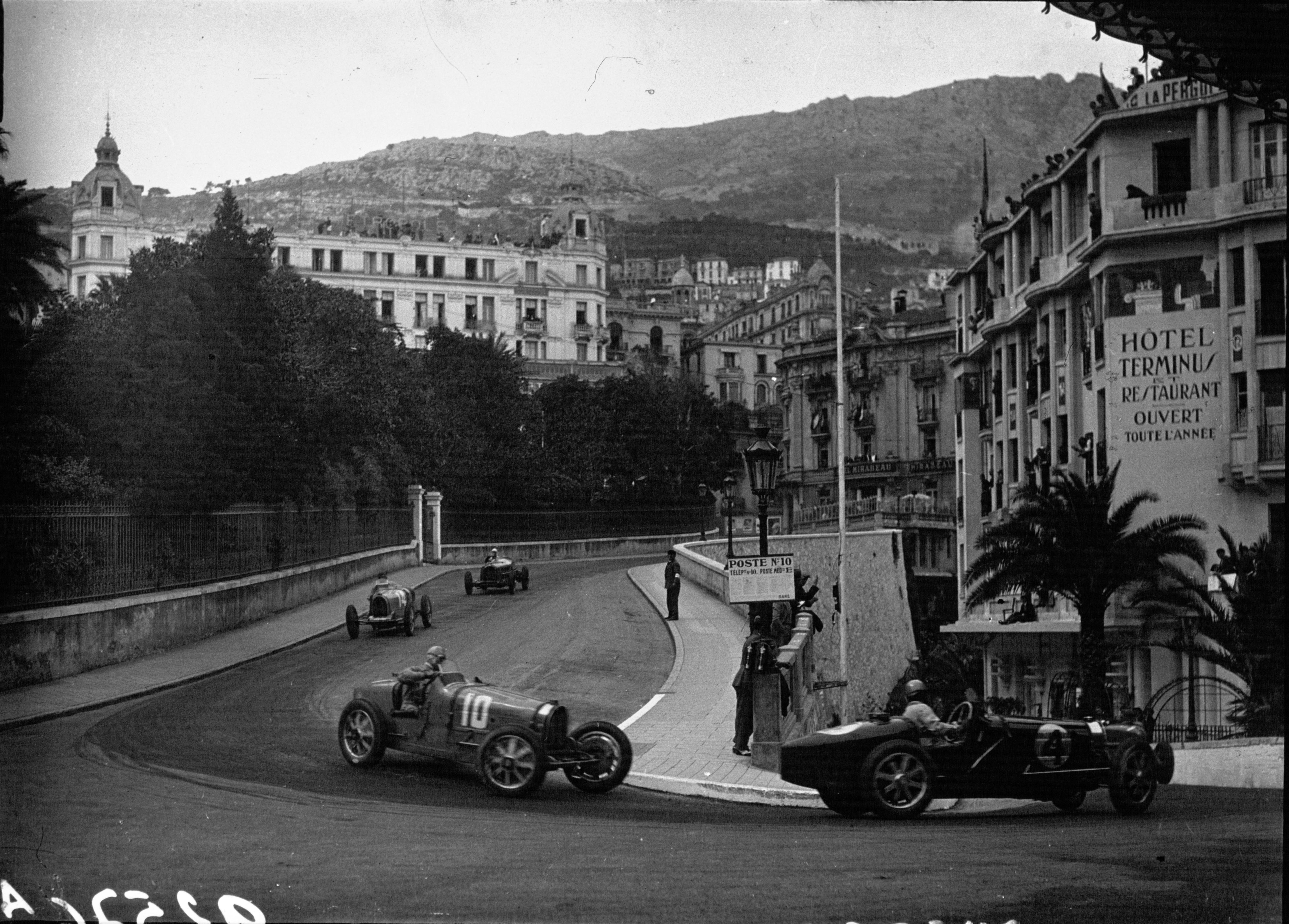
Actual curva Loews durante el Gran Premio de 1932.

El Gran Premio creció rápidamente en importancia después de su inicio. La AIACR reconoció formalmente la carrera más importante de cada uno de sus clubes automovilísticos nacionales afiliados como Grandes Premios Internacionales o Grandes Épreuves, y en 1933, Mónaco se clasificó como tal junto con los Grandes Premios de Francia, Bélgica, Italia y España. La carrera de ese año fue el primer Gran Premio en el que las posiciones de la parrilla se decidieron, como ahora, mediante el tiempo de práctica en lugar del método establecido de votación. La carrera vio a Achille Varzi y Tazio Nuvolari luchar por el liderazgo del Gran Premio muchas veces antes de que la carrera se resolviera a favor de Varzi en la última vuelta cuando el auto de Nuvolari se incendió.
La carrera se convirtió en una ronda del nuevo Campeonato de Europa en 1936, cuando el clima tormentoso y una tubería de aceite rota provocaron una serie de accidentes, eliminando a los Mercedes-Benz de Chiron, Fagioli y von Brauchitsch, así como el piloto de Auto Union, Bernd Rosemeyer, mientras manojeaba su Typ C. Rudolf Caracciola, tras ganar la carrera, demostró en la verdad de su apodo, Regenmeister (Rainmaster). En 1937, von Brauchitsch se batió en duelo con Caracciola antes de salir victorioso. Fue el último Gran Premio antes de la guerra ya que en 1938, la falta de ganancias para los organizadores y la demanda de casi £ 500 (aproximadamente £ 34 000 ajustadas a la inflación de 2021) en dinero aparente por participante principal llevó a AIACR a cancelar el evento, mientras que la guerra que se avecinaba lo alcanzó en 1939, y la Segunda Guerra Mundial puso fin a las carreras organizadas en Europa hasta 1945.

### Después de la Guerra

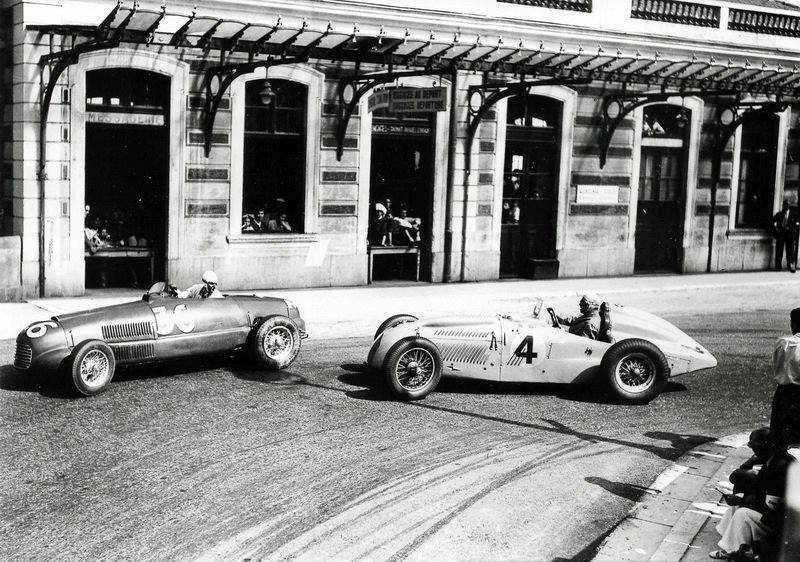
El Gran Premio de 1948.

Las carreras en Europa comenzaron nuevamente el 9 de septiembre de 1945 en el parque Bois de Boulogne en la ciudad de París, cuatro meses y un día después del final de la guerra en Europa. Sin embargo, el Gran Premio de Mónaco no se disputó entre 1945 y 1947 por motivos económicos. En 1946, la Federación Internacional del Automóvil (FIA), sucesora de la AIACR, definió una nueva categoría principal de carreras, Gran Premio, basada en la clase voiturette de antes de la guerra. El Gran Premio de Mónaco se corrió con esta fórmula en 1948, ganado por el futuro campeón mundial Giuseppe Farina en un Maserati 4CLT.

### Inicios de la Fórmula 1
El evento de 1949 fue cancelado debido a la muerte del príncipe Luis II; al año siguiente, se incluyó en el nuevo Campeonato Mundial de Pilotos de Fórmula 1 para 1950. La carrera de 1950, proporcionó al futuro cinco veces campeón del mundo Juan Manuel Fangio su primera victoria en una carrera del Campeonato del Mundo, así como el tercer lugar para Louis Chiron, de 51 años, su mejor resultado en la era del Campeonato del Mundo. Sin embargo, no hubo carrera en 1951 debido a preocupaciones presupuestarias y falta de regulaciones en el deporte. En 1952 fue el primero de los dos años en los que el Campeonato Mundial de Pilotos se llevó a cabo con regulaciones de Fórmula 2. En cambio, la carrera se llevó a cabo según las reglas de los autos deportivos y no formó parte del Campeonato Mundial.
El Gran Premio no se llevó a cabo en 1953 y 1954 debido a que no se finalizaron las regulaciones de automóviles.
El Gran Premio de Mónaco regresó en 1955, nuevamente como parte del Campeonato Mundial de Fórmula 1, y así comenzaría una racha de 64 años consecutivos en los que se disputó la carrera. En la carrera de 1955, Maurice Trintignant ganó en Montecarlo por primera vez y Chiron volvió a sumar puntos, a los 56 años, Chiron se convirtió en el piloto de mayor edad en competir en un Gran Premio de Fórmula 1. No fue hasta 1957, cuando Fangio volvió a ganar. Entre 1954 y 1961, el excolega de Fangio en Mercedes, Stirling Moss, fue mejor, al igual que Trintignant, quien volvió a ganar la carrera en 1958 conduciendo un Cooper. La carrera de 1961 vio a Moss defenderse de tres Ferrari 156 en un Lotus 18.

### Tiempos Modernos

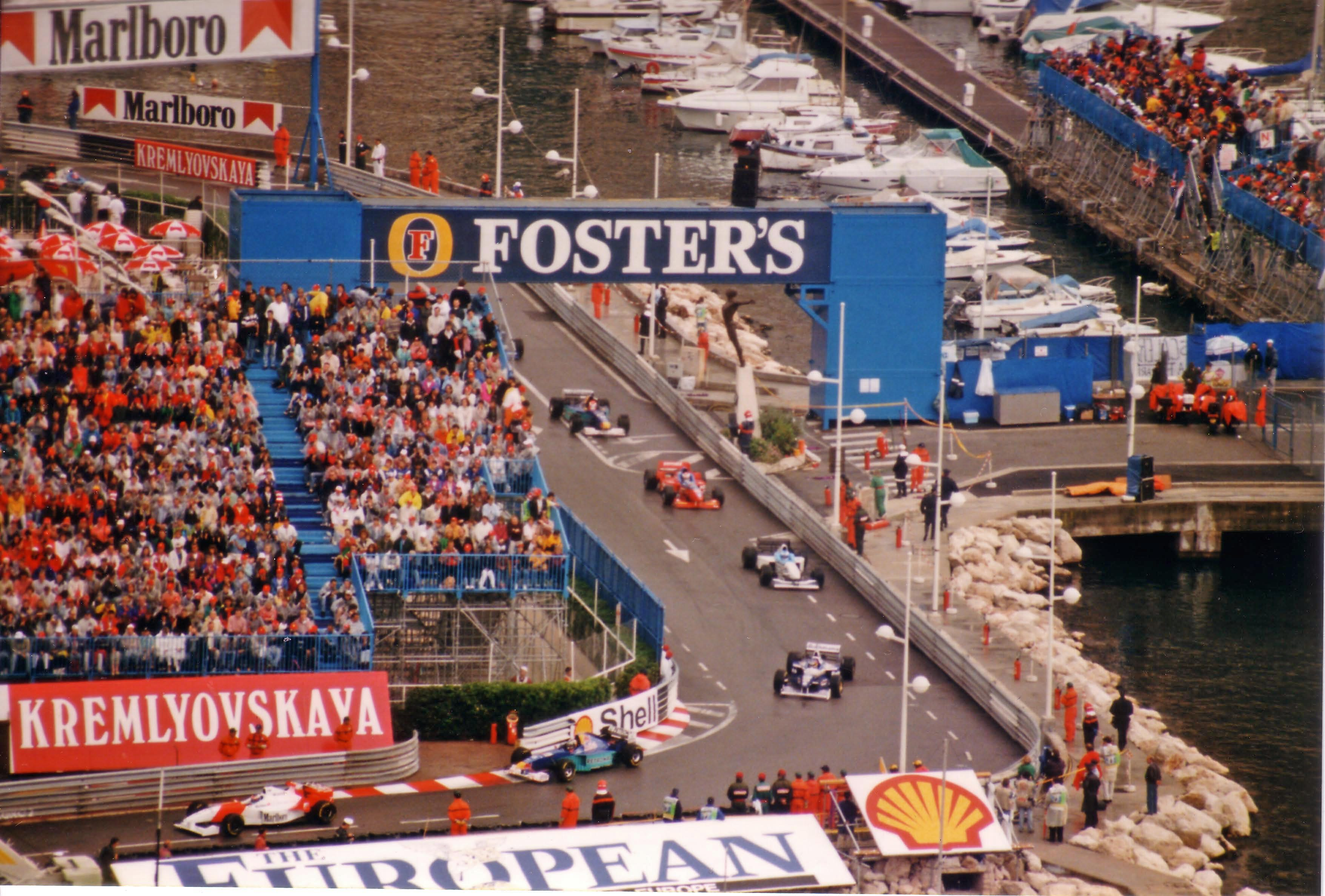
Vuelta de formación para el GP de Mónaco de 1996.

La carrera de 1994 fue un asunto emocional y trágico. Llegó dos semanas después de la carrera en Imola en la que el austriaco Roland Ratzenberger y el brasileño Ayrton Senna murieron en accidentes en días sucesivos. Durante el evento de Mónaco, el austriaco Karl Wendlinger tuvo un accidente en su Sauber en el túnel; tras este accidente, el piloto entró en coma y se perdería el resto de la temporada. El alemán Michael Schumacher ganó el evento de Mónaco de 1994. En el Gran Premio de 1996, Michael Schumacher consiguió la pole position antes de estrellarse en la primera vuelta tras ser superado por Damon Hill. Hill lideró las primeras 40 vueltas antes de que su motor se apagara en el túnel. Jean Alesi tomó la delantera pero sufrió una falla en la suspensión 20 vueltas después. Olivier Panis, que partía en el puesto 14, pasó a liderar y permaneció allí hasta el final de la carrera, mientras David Coulthard que iba segundo, iba asechando para quitarle la primera posición. Fue la única victoria de Panis y la última de su equipo Ligier. Solo tres autos cruzaron la línea de meta, pero siete fueron clasificados.
El siete veces campeón del mundo, Michael Schumacher, finalmente ganaría cinco veces el gran premio, igualando el récord de Graham Hill. En su aparición en la cita de 2006, suscitó críticas cuando, mientras ocupaba provisionalmente la pole position y con la sesión clasificatoria llegando a su fin, detuvo su coche en la curva de Rascasse, bloqueando la pista y obligando a los competidores a reducir la velocidad. Aunque Schumacher afirmó que fue el resultado involuntario debido a una falla del auto, la FIA no estuvo de acuerdo y lo enviaron al final de la parrilla.
En julio de 2010, Bernie Ecclestone anunció que se había llegado a un acuerdo de 10 años con los organizadores de la carrera, manteniendo la carrera en el calendario hasta al menos 2020.
En el año 2020, se canceló el Gran Premio de Fórmula 1 por primera vez en 65 años, a causa de la pandemia de COVID-19, junto a otros Grandes Premios de Fórmula 1 del mismo año.

### Regreso después de la pandemia (2021-)
El Gran Premio regresó en 2021, el 23 de mayo, donde Max Verstappen ganó su primer Gran Premio de Mónaco.

## Ganadores

### Fórmula 1
- Los eventos que no han formado parte del Campeonato Mundial de Fórmula 1 están señalados con un fondo en color rosado.

| Año        | Piloto                                              | Equipo/Motor                                        | Circuito                                            | Resultados                                          |                                                     |
| ---------- | --------------------------------------------------- | --------------------------------------------------- | --------------------------------------------------- | --------------------------------------------------- | --------------------------------------------------- |
| 1929       | William Grover-Williams                             | Bugatti                                             | Mónaco                                              | Resultados                                          |                                                     |
| 1930       | René Dreyfus                                        | Bugatti                                             | Mónaco                                              | Resultados                                          |                                                     |
| 1931       | Louis Chiron                                        | Bugatti                                             | Mónaco                                              | Resultados                                          |                                                     |
| 1932       | Tazio Nuvolari                                      | Alfa Romeo                                          | Mónaco                                              | Resultados                                          |                                                     |
| 1933       | Achille Varzi                                       | Bugatti                                             | Mónaco                                              | Resultados                                          |                                                     |
| 1934       | Guy Moll                                            | Alfa Romeo                                          | Mónaco                                              | Resultados                                          |                                                     |
| 1935       | Luigi Fagioli                                       | Mercedes-Benz                                       | Mónaco                                              | Resultados                                          |                                                     |
| 1936       | Rudolf Caracciola                                   | Mercedes-Benz                                       | Mónaco                                              | Resultados                                          |                                                     |
| 1937       | Manfred von Brauchitsch                             | Mercedes-Benz                                       | Mónaco                                              | Resultados                                          |                                                     |
| 1938- 1947 | No se disputó a causa de la Segunda Guerra Mundial. | No se disputó a causa de la Segunda Guerra Mundial. | No se disputó a causa de la Segunda Guerra Mundial. | No se disputó a causa de la Segunda Guerra Mundial. | No se disputó a causa de la Segunda Guerra Mundial. |
| 1948       | Giuseppe Farina                                     | Maserati                                            | Mónaco                                              | Resultados                                          |                                                     |
| 1949       | No se disputó.                                      | No se disputó.                                      | No se disputó.                                      | No se disputó.                                      | No se disputó.                                      |
| 1950       | Juan Manuel Fangio                                  | Alfa Romeo                                          | Mónaco                                              | Resultados                                          |                                                     |
| 1951       | No se disputó.                                      | No se disputó.                                      | No se disputó.                                      | No se disputó.                                      | No se disputó.                                      |
| 1952       | Vittorio Marzotto                                   | Ferrari                                             | Mónaco                                              | Resultados                                          |                                                     |
| 1953- 1954 | No se disputó.                                      | No se disputó.                                      | No se disputó.                                      | No se disputó.                                      | No se disputó.                                      |
| 1955       | Maurice Trintignant                                 | Ferrari                                             | Mónaco                                              | Resultados                                          |                                                     |
| 1956       | Stirling Moss                                       | Maserati                                            | Mónaco                                              | Resultados                                          |                                                     |
| 1957       | Juan Manuel Fangio (2)                              | Maserati                                            | Mónaco                                              | Resultados                                          |                                                     |
| 1958       | Maurice Trintignant (2)                             | Cooper-Climax                                       | Mónaco                                              | Resultados                                          |                                                     |
| 1959       | Jack Brabham                                        | Cooper-Climax                                       | Mónaco                                              | Resultados                                          |                                                     |
| 1960       | Stirling Moss (2)                                   | Lotus-Climax                                        | Mónaco                                              | Resultados                                          |                                                     |
| 1961       | Stirling Moss (3)                                   | Lotus-Climax                                        | Mónaco                                              | Resultados                                          |                                                     |
| 1962       | Bruce McLaren                                       | Cooper-Climax                                       | Mónaco                                              | Resultados                                          |                                                     |
| 1963       | Graham Hill                                         | British Racing Motors                               | Mónaco                                              | Resultados                                          |                                                     |
| 1964       | Graham Hill (2)                                     | British Racing Motors                               | Mónaco                                              | Resultados                                          |                                                     |
| 1965       | Graham Hill (3)                                     | British Racing Motors                               | Mónaco                                              | Resultados                                          |                                                     |
| 1966       | Jackie Stewart                                      | British Racing Motors                               | Mónaco                                              | Resultados                                          |                                                     |
| 1967       | Denny Hulme                                         | Brabham-Repco                                       | Mónaco                                              | Resultados                                          |                                                     |
| 1968       | Graham Hill (4)                                     | Lotus-Ford                                          | Mónaco                                              | Resultados                                          |                                                     |
| 1969       | Graham Hill (5)                                     | Lotus-Ford                                          | Mónaco                                              | Resultados                                          |                                                     |
| 1970       | Jochen Rindt                                        | Lotus-Ford                                          | Mónaco                                              | Resultados                                          |                                                     |
| 1971       | Jackie Stewart (2)                                  | Tyrrell-Ford                                        | Mónaco                                              | Resultados                                          |                                                     |
| 1972       | Jean-Pierre Beltoise                                | British Racing Motors                               | Mónaco                                              | Resultados                                          |                                                     |
| 1973       | Jackie Stewart (3)                                  | Tyrrell-Ford                                        | Mónaco                                              | Resultados                                          |                                                     |
| 1974       | Ronnie Peterson                                     | Lotus-Ford                                          | Mónaco                                              | Resultados                                          |                                                     |
| 1975       | Niki Lauda                                          | Ferrari                                             | Mónaco                                              | Resultados                                          |                                                     |
| 1976       | Niki Lauda (2)                                      | Ferrari                                             | Mónaco                                              | Resultados                                          |                                                     |
| 1977       | Jody Scheckter                                      | Wolf-Ford                                           | Mónaco                                              | Resultados                                          |                                                     |
| 1978       | Patrick Depailler                                   | Tyrrell-Ford                                        | Mónaco                                              | Resultados                                          |                                                     |
| 1979       | Jody Scheckter (2)                                  | Ferrari                                             | Mónaco                                              | Resultados                                          |                                                     |
| 1980       | Carlos Reutemann                                    | Williams-Ford                                       | Mónaco                                              | Resultados                                          |                                                     |
| 1981       | Gilles Villeneuve                                   | Ferrari                                             | Mónaco                                              | Resultados                                          |                                                     |
| 1982       | Riccardo Patrese                                    | Brabham-Ford                                        | Mónaco                                              | Resultados                                          |                                                     |
| 1983       | Keke Rosberg                                        | Williams-Ford                                       | Mónaco                                              | Resultados                                          |                                                     |
| 1984       | Alain Prost                                         | McLaren-TAG                                         | Mónaco                                              | Resultados                                          |                                                     |
| 1985       | Alain Prost (2)                                     | McLaren-TAG                                         | Mónaco                                              | Resultados                                          |                                                     |
| 1986       | Alain Prost (3)                                     | McLaren-TAG                                         | Mónaco                                              | Resultados                                          |                                                     |
| 1987       | Ayrton Senna                                        | Lotus-Honda                                         | Mónaco                                              | Resultados                                          |                                                     |
| 1988       | Alain Prost (4)                                     | McLaren-Honda                                       | Mónaco                                              | Resultados                                          |                                                     |
| 1989       | Ayrton Senna (2)                                    | McLaren-Honda                                       | Mónaco                                              | Resultados                                          |                                                     |
| 1990       | Ayrton Senna (3)                                    | McLaren-Honda                                       | Mónaco                                              | Resultados                                          |                                                     |
| 1991       | Ayrton Senna (4)                                    | McLaren-Honda                                       | Mónaco                                              | Resultados                                          |                                                     |
| 1992       | Ayrton Senna (5)                                    | McLaren-Honda                                       | Mónaco                                              | Resultados                                          |                                                     |
| 1993       | Ayrton Senna (6)                                    | McLaren-Ford                                        | Mónaco                                              | Resultados                                          |                                                     |
| 1994       | Michael Schumacher                                  | Benetton-Ford                                       | Mónaco                                              | Resultados                                          |                                                     |
| 1995       | Michael Schumacher (2)                              | Benetton-Renault                                    | Mónaco                                              | Resultados                                          |                                                     |
| 1996       | Olivier Panis                                       | Ligier-Mugen-Honda                                  | Mónaco                                              | Resultados                                          |                                                     |
| 1997       | Michael Schumacher (3)                              | Ferrari                                             | Mónaco                                              | Resultados                                          |                                                     |
| 1998       | Mika Häkkinen                                       | McLaren-Mercedes                                    | Mónaco                                              | Resultados                                          |                                                     |
| 1999       | Michael Schumacher (4)                              | Ferrari                                             | Mónaco                                              | Resultados                                          |                                                     |
| 2000       | David Coulthard                                     | McLaren-Mercedes                                    | Mónaco                                              | Resultados                                          |                                                     |
| 2001       | Michael Schumacher (5)                              | Ferrari                                             | Mónaco                                              | Resultados                                          |                                                     |
| 2002       | David Coulthard (2)                                 | McLaren-Mercedes                                    | Mónaco                                              | Resultados                                          |                                                     |
| 2003       | Juan Pablo Montoya                                  | Williams-BMW                                        | Mónaco                                              | Resultados                                          |                                                     |
| 2004       | Jarno Trulli                                        | Renault                                             | Mónaco                                              | Resultados                                          |                                                     |
| 2005       | Kimi Räikkönen                                      | McLaren-Mercedes                                    | Mónaco                                              | Resultados                                          |                                                     |
| 2006       | Fernando Alonso                                     | Renault                                             | Mónaco                                              | Resultados                                          |                                                     |
| 2007       | Fernando Alonso (2)                                 | McLaren-Mercedes                                    | Mónaco                                              | Resultados                                          |                                                     |
| 2008       | Lewis Hamilton                                      | McLaren-Mercedes                                    | Mónaco                                              | Resultados                                          |                                                     |
| 2009       | Jenson Button                                       | Brawn-Mercedes                                      | Mónaco                                              | Resultados                                          |                                                     |
| 2010       | Mark Webber                                         | Red Bull-Renault                                    | Mónaco                                              | Resultados                                          |                                                     |
| 2011       | Sebastian Vettel                                    | Red Bull-Renault                                    | Mónaco                                              | Resultados                                          |                                                     |
| 2012       | Mark Webber (2)                                     | Red Bull-Renault                                    | Mónaco                                              | Resultados                                          |                                                     |
| 2013       | Nico Rosberg                                        | Mercedes                                            | Mónaco                                              | Resultados                                          |                                                     |
| 2014       | Nico Rosberg (2)                                    | Mercedes                                            | Mónaco                                              | Resultados                                          |                                                     |
| 2015       | Nico Rosberg (3)                                    | Mercedes                                            | Mónaco                                              | Resultados                                          |                                                     |
| 2016       | Lewis Hamilton (2)                                  | Mercedes                                            | Mónaco                                              | Resultados                                          |                                                     |
| 2017       | Sebastian Vettel (2)                                | Ferrari                                             | Mónaco                                              | Resultados                                          |                                                     |
| 2018       | Daniel Ricciardo                                    | Red Bull-TAG Heuer                                  | Mónaco                                              | Resultados                                          |                                                     |
| 2019       | Lewis Hamilton (3)                                  | Mercedes                                            | Mónaco                                              | Resultados                                          |                                                     |
| 2020       | No se disputó a causa de la pandemia de COVID-19.   | No se disputó a causa de la pandemia de COVID-19.   | No se disputó a causa de la pandemia de COVID-19.   | No se disputó a causa de la pandemia de COVID-19.   |                                                     |
| 2021       | Max Verstappen                                      | Red Bull-Honda                                      | Mónaco                                              | Resultados                                          |                                                     |
| 2022       | Sergio Pérez                                        | Red Bull-RBPT                                       | Mónaco                                              | Resultados                                          |                                                     |
| 2023       | Max Verstappen (2)                                  | Red Bull-Honda RBPT                                 | Mónaco                                              | Resultados                                          |                                                     |
| 2024       | Charles Leclerc                                     | Ferrari                                             | Mónaco                                              | Resultados                                          |                                                     |
| 2025       | Lando Norris                                        | McLaren-Mercedes                                    | Mónaco                                              | Resultados                                          |                                                     |

## Estadísticas

### Pilotos con más victorias
| Victorias | Piloto                | Años                               |
| --------- | --------------------- | ---------------------------------- |
| 6         | Ayrton Senna          | 1987, 1989, 1990, 1991, 1992, 1993 |
| 5         | Graham Hill           | 1963, 1964, 1965, 1968, 1969       |
| 5         | Michael Schumacher    | 1994, 1995, 1997, 1999, 2001       |
| 4         | Alain Prost           | 1984, 1985, 1986, 1988             |
| 3         | Stirling Moss         | 1956, 1960, 1961                   |
| 3         | Jackie Stewart        | 1966, 1971, 1973                   |
| 3         | Nico Rosberg          | 2013, 2014, 2015                   |
| 3         | Lewis Hamilton        | 2008, 2016, 2019                   |
| 2         | Juan Manuel Fangio    | 1950, 1957                         |
| 2         | Maurice Trintignant   | 1955, 1958                         |
| 2         | Niki Lauda            | 1975, 1976                         |
| 2         | Jody Scheckter        | 1977, 1979                         |
| 2         | David Coulthard       | 2000, 2002                         |
| 2         | Fernando Alonso       | 2006, 2007                         |
| 2         | Mark Webber           | 2010, 2012                         |
| 2         | Sebastian Vettel      | 2011, 2017                         |
| 2         | Max Verstappen        | 2021, 2023                         |
| 1         | Jack Brabham          | 1959                               |
| 1         | Bruce McLaren         | 1962                               |
| 1         | Denny Hulme           | 1967                               |
| 1         | Jochen Rindt          | 1970                               |
| 1         | Jean-Pierre Jabouille | 1972                               |
| 1         | Ronnie Peterson       | 1974                               |
| 1         | Patrick Depailler     | 1978                               |
| 1         | Carlos Reutemann      | 1980                               |
| 1         | Gilles Villeneuve     | 1981                               |
| 1         | Riccardo Patrese      | 1982                               |
| 1         | Keke Rosberg          | 1983                               |
| 1         | Olivier Panis         | 1996                               |
| 1         | Mika Häkkinen         | 1998                               |
| 1         | Juan Pablo Montoya    | 2003                               |
| 1         | Jarno Trulli          | 2004                               |
| 1         | Kimi Räikkönen        | 2005                               |
| 1         | Jenson Button         | 2009                               |
| 1         | Daniel Ricciardo      | 2018                               |
| 1         | Sergio Pérez          | 2022                               |
| 1         | Charles Leclerc       | 2024                               |
| 1         | Lando Norris          | 2025                               |

### Constructores con más victorias
| Victorias | Constructor | Años                                                                                           |
| --------- | ----------- | ---------------------------------------------------------------------------------------------- |
| 16        | McLaren     | 1984, 1985, 1986, 1988, 1989, 1990, 1991, 1992, 1993, 1998, 2000, 2002, 2005, 2007, 2008, 2025 |
| 10        | Ferrari     | 1955, 1975, 1976, 1979, 1981, 1997, 1999, 2001, 2017, 2024                                     |
| 7         | Lotus       | 1960, 1961, 1968, 1969, 1970, 1974, 1987                                                       |
| 7         | Red Bull    | 2010, 2011, 2012, 2018, 2021, 2022, 2023                                                       |
| 5         | BRM         | 1963, 1964, 1965, 1966, 1972                                                                   |
| 5         | Mercedes    | 2013, 2014, 2015, 2016, 2019                                                                   |
| 3         | Cooper      | 1958, 1959, 1962                                                                               |
| 3         | Tyrrell     | 1971, 1973, 1978                                                                               |
| 3         | Williams    | 1980, 1983, 2003                                                                               |
| 2         | Maserati    | 1956, 1957                                                                                     |
| 2         | Brabham     | 1967, 1982                                                                                     |
| 2         | Benetton    | 1994, 1995                                                                                     |
| 2         | Renault     | 2004, 2006                                                                                     |
| 1         | Alfa Romeo  | 1950                                                                                           |
| 1         | Wolf        | 1977                                                                                           |
| 1         | Ligier      | 1996                                                                                           |
| 1         | Brawn       | 2009                                                                                           |

## Trazados
|           |
| 1929–1971 |

|      |
| 1972 |

|           |
| 1973–1975 |

|           |
| 1976–1985 |

|           |
| 1986–1996 |